# Musik der Roma

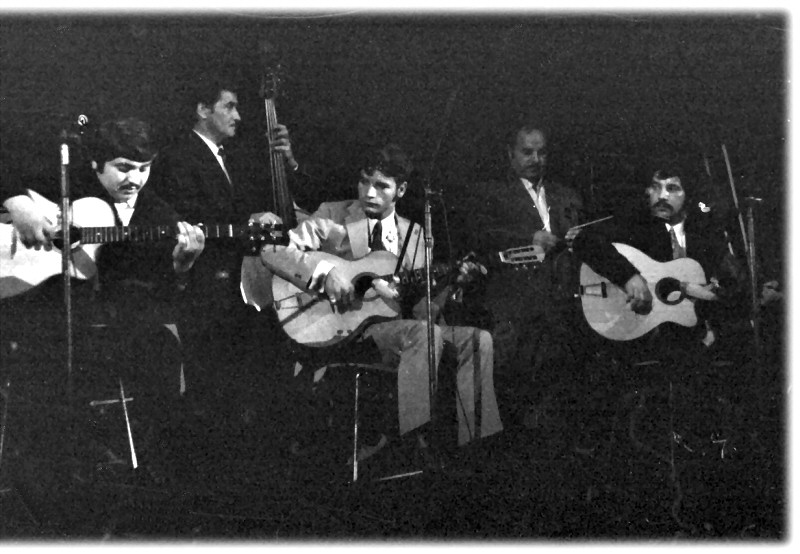
Schnuckenack Reinhardt Quintett 1972 in Mainz

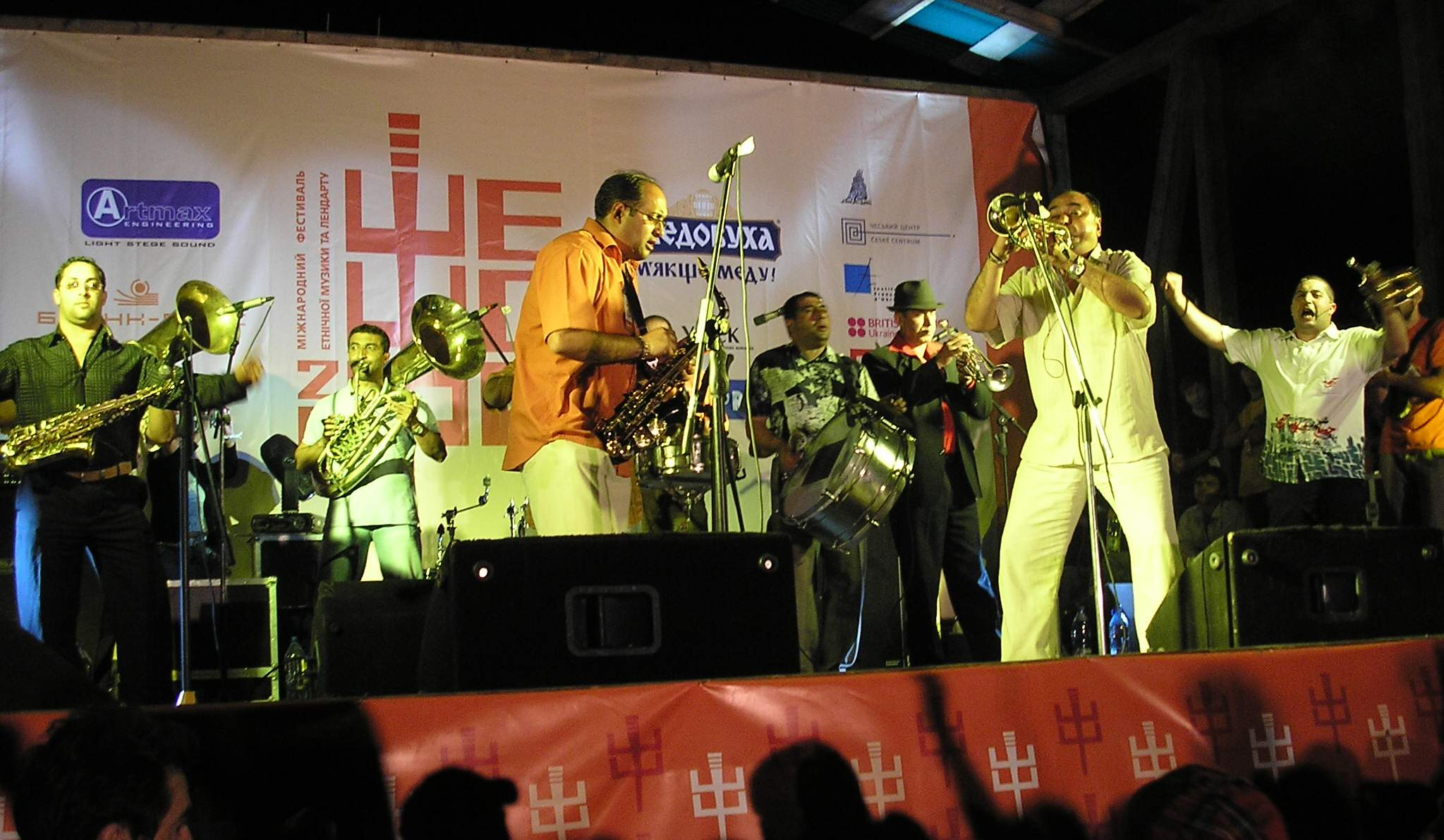
Fanfare Ciocărlia beim internationalen Weltmusik und Landart Festival „Sheshory-2006“, Ukraine

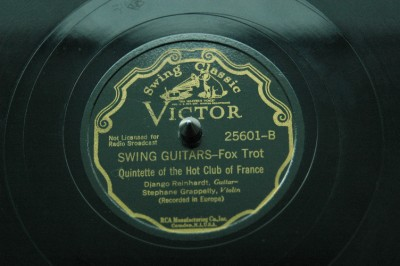
78er von Victor des Quintette du Hot Club de France: Swing Guitars (1936)

Die als Musik der Roma oder Zigeunermusik (häufig auch englisch mit Gipsy music) bezeichneten Musiken sind so unterschiedlich, wie die Lebens- und Kulturräume der verschiedenen Roma-Gruppen unterschiedlich sind. Stets sind sie beeinflusst von den verschiedenen Musikformen und von den Rezeptionsgewohnheiten in den jeweiligen Mehrheitsgesellschaften. Daher verbietet es sich, unter Vernachlässigung von Raum und Zeit von einer auch nur im Ansatz homogenen Musik „der“ Roma auszugehen. Es gibt sie ebenso wenig, wie es „die“ Roma gibt.
Die Geschichte der von Roma vertretenen Musiken ist vor allem geprägt von der Anpassung an die Unterhaltungsbedürfnisse der Umgebungsgesellschaften.

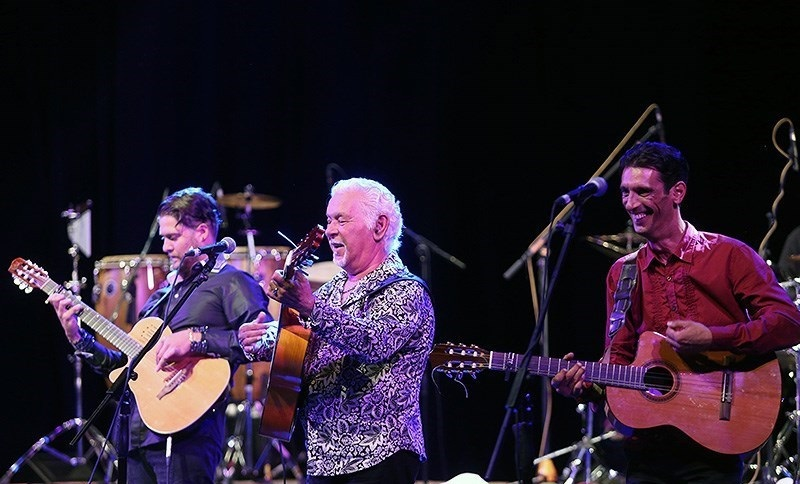
Gipsy Kings in einem Konzert in Teheran

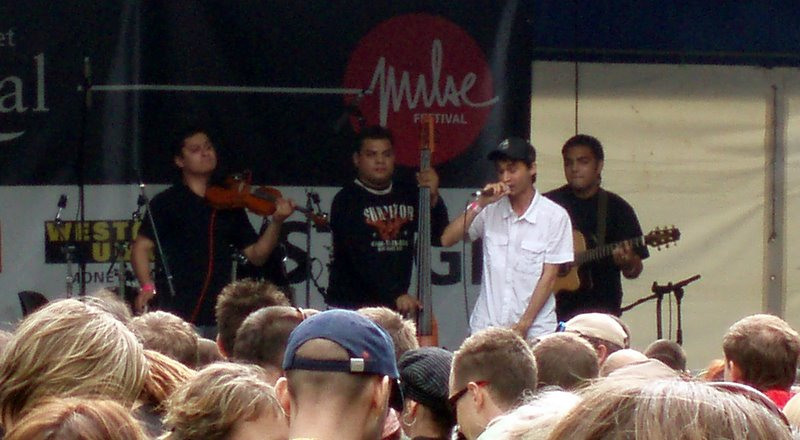
Gipsy.cz live beim Pulse Festival in London (2007)

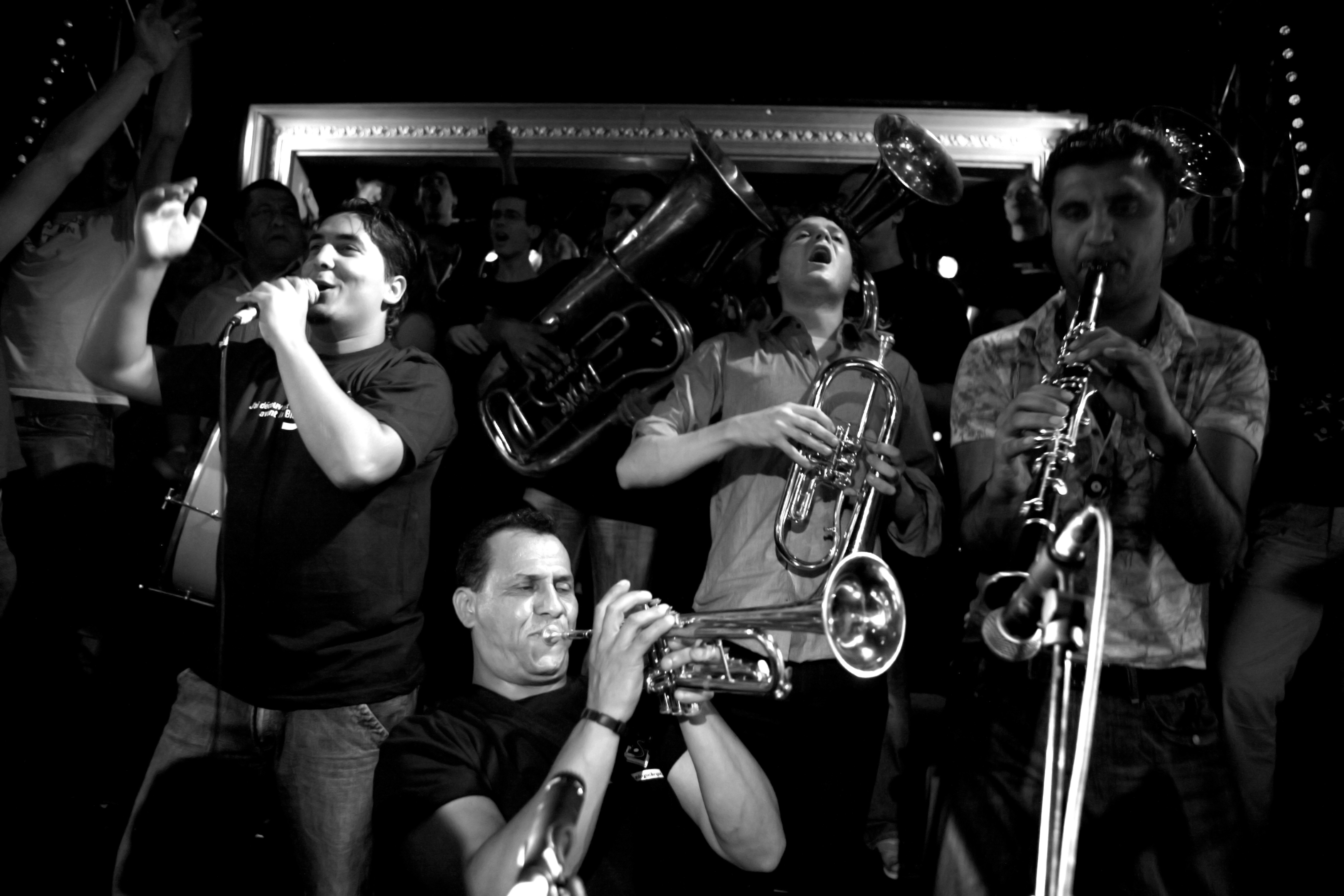
Kocani Orchester mit Beirut Band

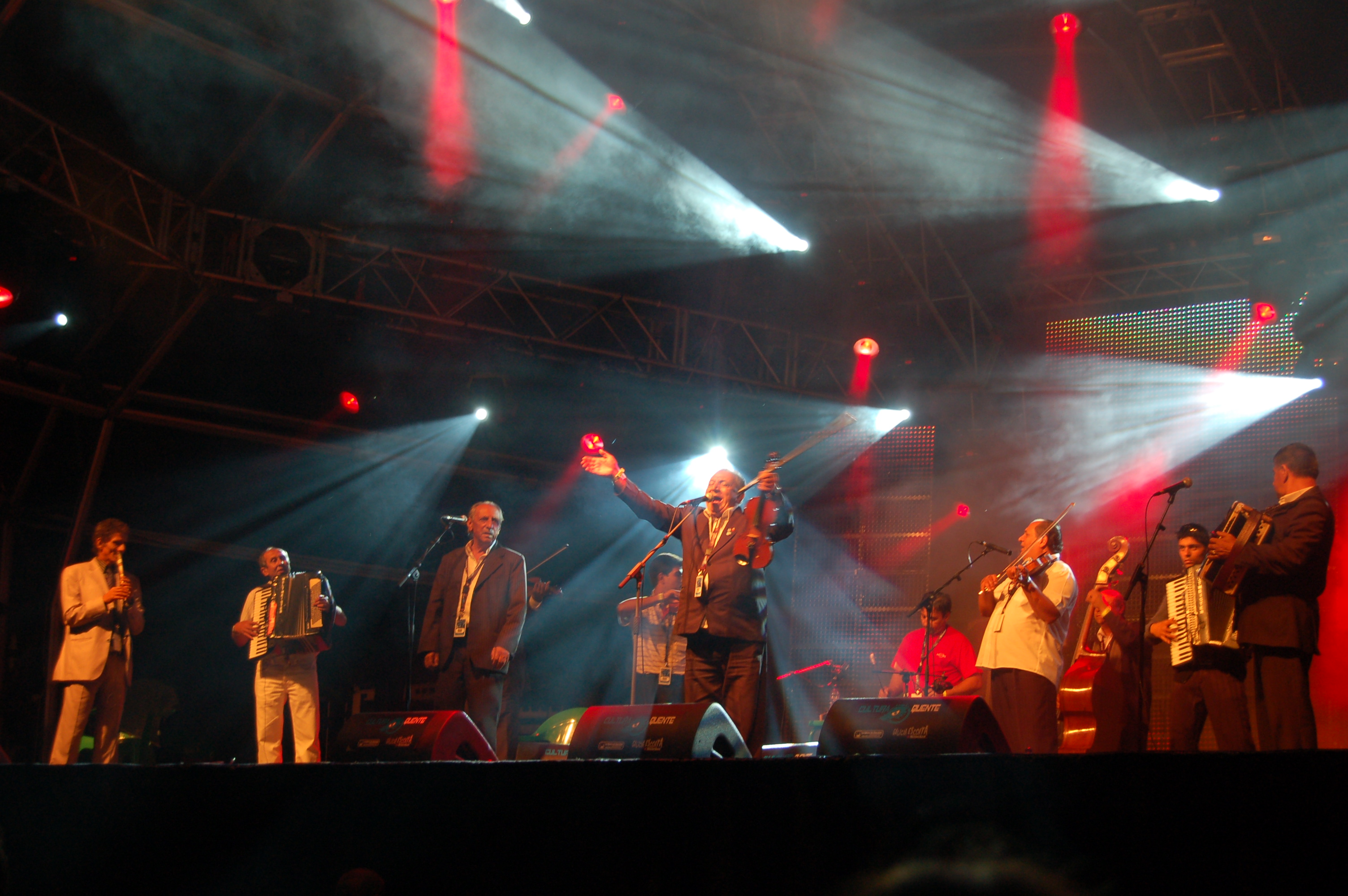
Taraf de Haïdouks 2008

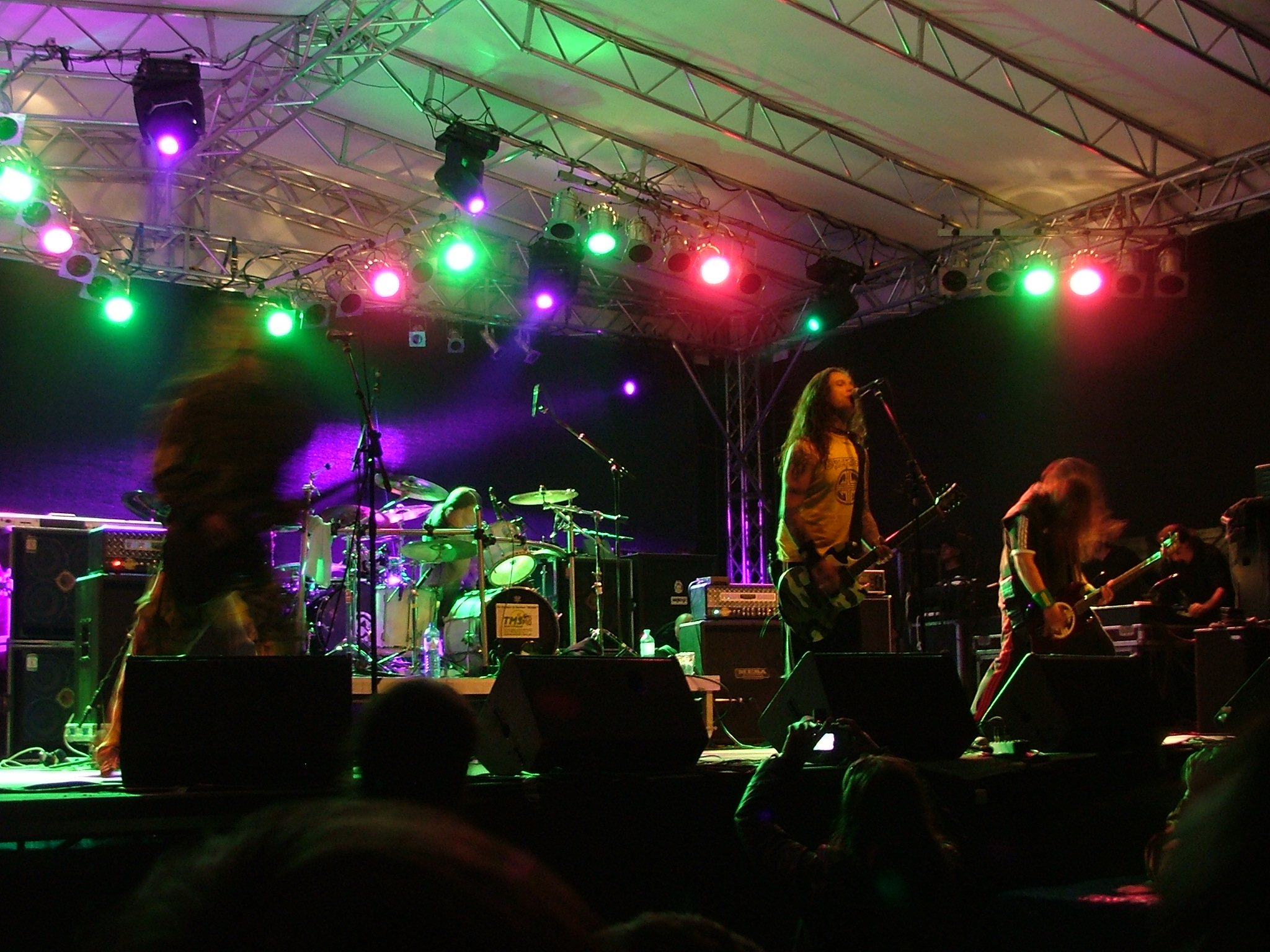
Ektomorf beim Rock The Lake 2007

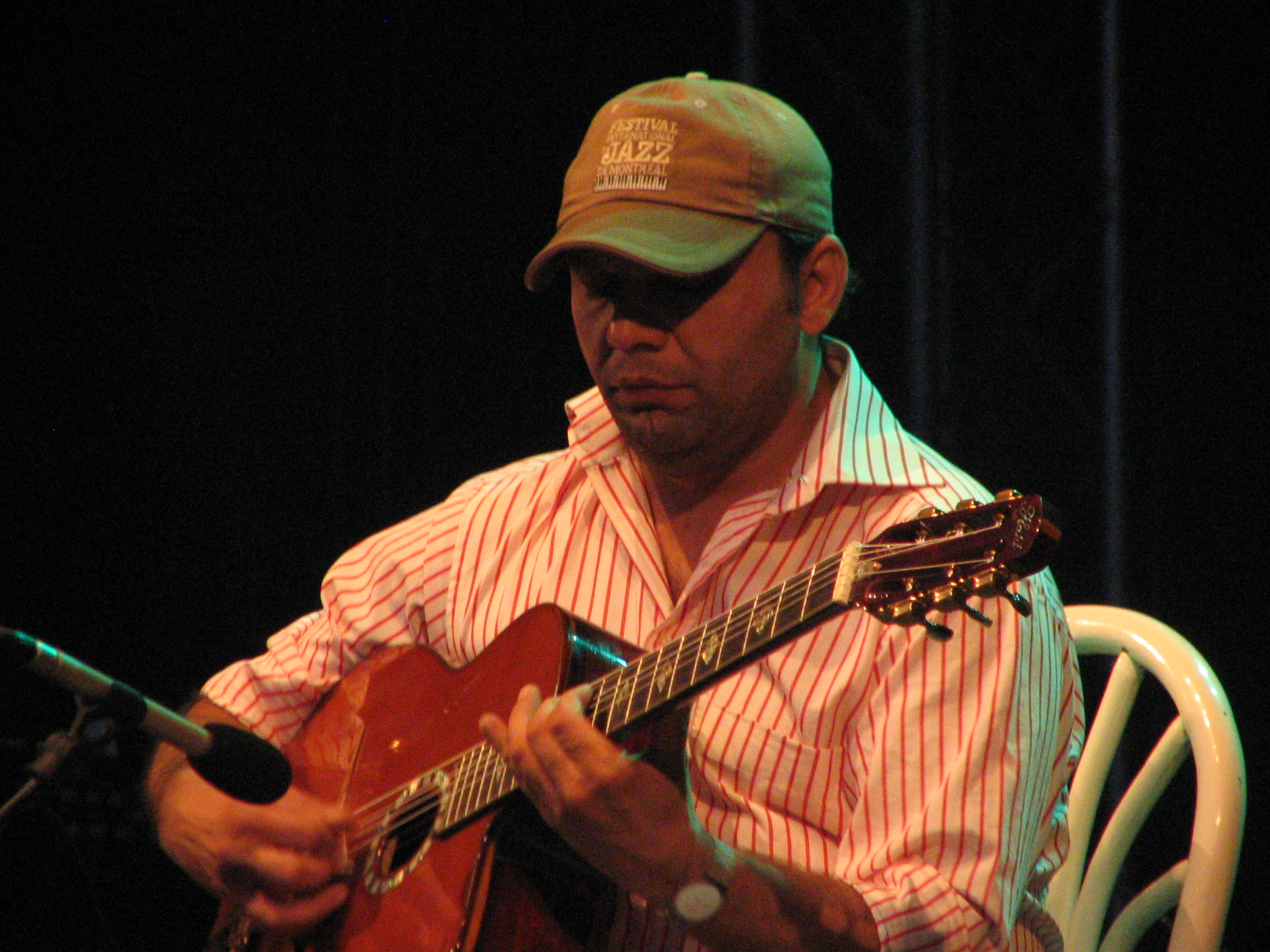
Biréli Lagrène (2006)

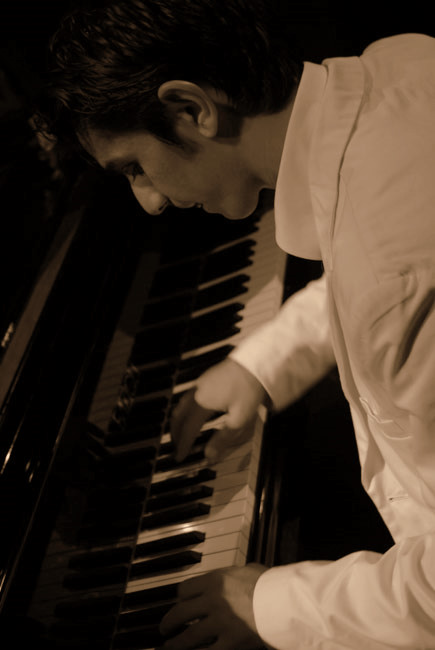
Adrian Gaspar, 2007

## Allgemeines
„Die Musik der Roma ist derart vielfältig, dass man von einer Roma-Musik nicht sprechen kann. Ähnlich heterogen wie die verschiedenen Roma-Gruppen stellt sich auch deren Musik dar.“ Wie dieses Zitat vermittelt, gab und gibt es einen gemeinsamen Grundbestand einer von Roma komponierten oder gespielten Musik, wie ihn als Sprache das Romanes hat, nach überwiegender Meinung der Forschung nicht. Die Musik von Roma ist so vielseitig wie ihre Regionen und Teilgruppen. So ist die Musik der Burgenland-Roma wesentlich von Elementen aus der ungarischen Volksmusik geprägt.
Nach Oskar Elschek hätten die Roma ihre eigene musikalische Identität zugunsten des Gastlandes immer wieder verdrängt. Dennoch existierte früher wie auch noch heute sehr wohl eine genuine Musik der Roma.
Harmonik und Melodik fallen ganz unterschiedlich aus. Am Beispiel der Region Südosteuropa: „Liedern slowenischer Roma etwa liegen Dur-Tonleitern zugrunde, Liedern serbischer Vlach-Roma hingegen ‚modale‘ Leitern, während Lieder der Roma in Mazedonien und Südserbien des Öfteren auf der ‚phrygischen‘ Skala beruhen.“ Typisch für diesen Raum ist eine Musik, die türkischen Einfluss erkennen lässt, was aber nicht nur für Musik gilt, die von Roma gemacht wird. Als noch in etwa charakteristisches gemeinsames Gestaltungselement gilt für Roma-Musiker, dass sie Musik weniger als etwas Festgeschriebenes interpretieren. Sie ziehen die Improvisation vor.
Die professionelle Musikertätigkeit war und ist eine wesentliche Methode des Erwerbs materieller und sozialer Ressourcen. Musik spielt zugleich im sozialen und kulturellen Leben der Familien eine wichtige Rolle. Die traditionelle musikalische Sozialisation ist nichtschriftlich und familiär. Kinder wachsen so früh in den Musikerberuf hinein. Das gilt in besonderer Weise für die Familien von Berufsmusikern, so dass „Musikerdynastien“ sich ausbilden. Entgegen dem mehrheitsgesellschaftlichen Stereotyp liegt Musik demnach nicht „Zigeunern im Blut“, sondern wird früh angeeignet. Roma-Musiker bekennen sich anders als viele Roma in anderen Erwerbstätigkeiten ausdrücklich zu ihrer Zugehörigkeit zur Minderheit, wenn sie sie nicht sogar als ein unterstützendes Moment ausdrücklich betonen. Die Tätigkeit von Roma-Musikern ist in der Regel positiv, nicht negativ konnotiert. Dass dies nicht nur eine Zuschreibung von außen ist, sondern auch innerhalb der Roma selbst so tradiert ist, ist anhand der Roma-Märchen nachweisbar, in denen der Musikerberuf eine deutlich positivere Konnonation hat als in Märchen anderer Traditionen. Dabei kommt der Geige als Instrument eine besondere Bedeutung zu. Auch heute sind Roma-Musiker einer großen Öffentlichkeit bekannt, wobei das Klischee von „Zigeunern“ als singend, tanzend und musizierend sich nicht zuletzt nach dem Bild der Musiker geformt hat.
Die populäre Entsprechung zu einer fiktiven „Musik der Roma“, wie sie sich im Alltagsdiskurs, aber auch in älterer musikfachlicher Literatur vorfindet, ist eine nicht weniger fiktive „Zigeunermusik“ (italienisch und spanisch musica gitana, englisch gypsy music, französisch musique tzigane).
- Die Sammelkategorie behauptet allgemeine gemeinsame Merkmale. Sie geht von grundlegenden Gemeinsamkeiten des Vortrags[9] sowie der Harmonik und Melodik[10] aus. Sie führt so zu Verallgemeinerungen die bei detaillierterer Betrachtung revisionsbedürftig sein können.
- Die heutige Musikwissenschaft hat teilweise andere Betrachtungsweisen entwickelt. „Der Begriff ‚Zigeunermusik‘“ sei „eine diffuse Sammelbezeichnung für eine Vielzahl musikalischer Strömungen“.[11]
- „Zigeunermusik“ meint darüber hinaus nicht nur Musik von „Zigeunern“, sondern zugleich Musik mehrheitsgesellschaftlicher Komponisten und Musiker in einem imaginierten Zigeunerstil.
- Zu sehen ist auch, dass Ensembles, die „Zigeunermusik“ produzieren, häufig sowohl aus Roma- als auch aus Nichtroma-Musikern bestehen, also auch von ihrer performativen Seite nicht als „Zigeunermusik“ (oder als „Musik der Roma“) gelten können, sondern nur als Musik unter diesem Etikett.

Exemplarisch für die wechselseitige Durchdringung mehrheitsgesellschaftlicher Musik und von Roma produzierter Musik stehen die spanische und die ungarische Musiktradition, welcher letzterer man Einflüsse bis in die Wiener Klassik zuschreibt.

### Spanien

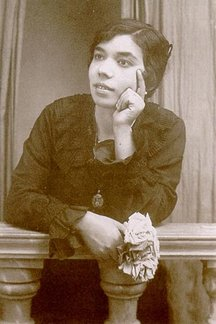
Die berühmte, aus einer Familie andalusischer Gitanos stammende Flamencosängerin „Niña de los Peines“ (1890–1969)

Spanische professionelle Musiker, Tänzer und Tänzerinnen haben mit dem Flamenco seit der Mitte des 19. Jahrhunderts eine weithin beachtete musikalische Tradition begründet. Nach einem lange tradierten Mythos sei der Flamenco (als música gitana) in der isolierten Umgebung einiger Gitano-Familien in Andalusien entstanden. Diese Annahme war lange Gegenstand von Kontroversen und gilt seit dem ausgehenden 20. Jahrhundert weitgehend als wissenschaftlich nicht mehr haltbar. Bei den frühen Protagonisten handelte es sich vor allem um Angehörige der andalusischen Bohème, die sich auf die Traditionen einer imaginierten Subkultur von „fahrenden“ Künstlern, so auch auf die zeitgenössische „Zigeuner- und Brauchtumsmode“, bezogen und durch die Kombination von Stilelementen spanisch-mehrheitsgesellschaftlicher Volks-, Popular- und Kunstmusik mit Reminiszenzen orientalisch-maurischer Musik ein neuartig anmutendes Genre schufen. Die Gitanos eigneten sich diese Musik an und prägten durch ihre Interpretationen sowohl das Klang- und Erscheinungsbild des Flamenco, als auch seine Wahrnehmung als „Musik der Gitanos“, die bis heute im populären Verständnis Gültigkeit hat – auch wenn durch die Verbreitung des Flamenco und seiner Subgenres über die Grenzen Spaniens hinaus zahlreiche Interpreten nicht mehr aus dem ursprünglichen Milieu der andalusischen Gitanos stammen.
Inzwischen hat der Flamenco im Zuge seiner Professionalisierung und Kommerzialisierung eine Vielfalt unterschiedlicher Einflüsse aufgenommen: popmusikalische, lateinamerikanische, arabische, afrikanische und Jazzelemente.

### Ungarn

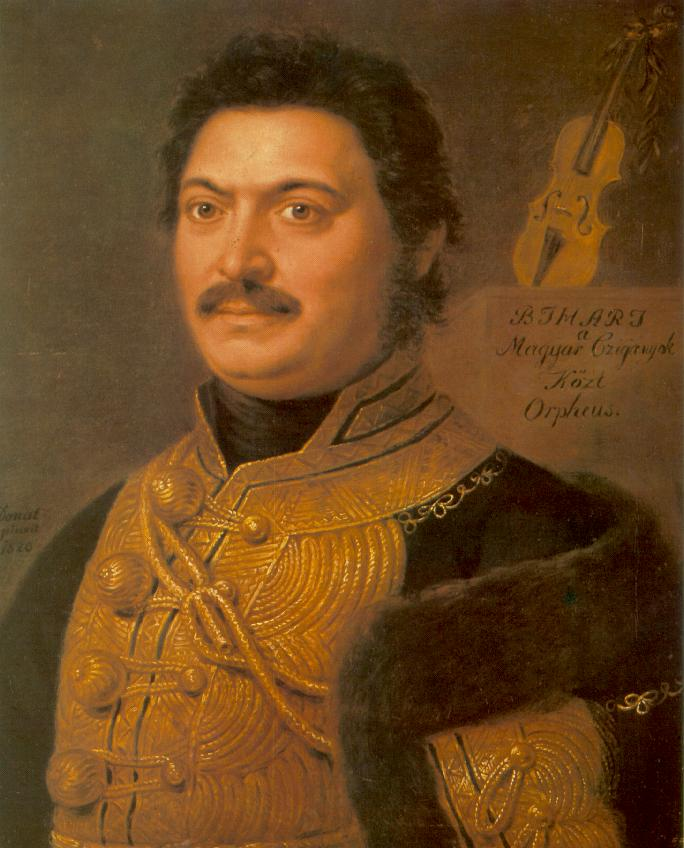
János Bihari (1764–1827), berühmter ungarischer Zigeuner-Geiger und Komponist

In den ungarischen Städten entstanden im letzten Jahrzehnt des 18. Jahrhunderts „Zigeunerkapellen“ (cigány banda). Sie traten in Konzertsälen ebenso wie in Cafés und Wirtshäusern auf. Vom Wirtshaus (csárda) leitet sich der Csárdás ab. Ihre Instrumentierung wird unterschiedlich beschrieben. Stets gehörten und gehören Geige und Kontrabass dazu. Klarinette, Blechblasinstrumente, cimbalom (Hackbrett) und weitere Instrumente wie die Langhalslaute tamburica in einem tambura-Ensemble können ebenfalls verwendet werden.
Ungarische Volksmusik, wie sie auch von Roma gespielt wurde, galt seit dem 19. Jahrhundert weithin als „Zigeunermusik“. Es setzte sich die Mode des „style hongrois“ in den europäischen Salons durch. Die Zigeunertonleiter (französisch mode hongrois, englisch gipsy scale), wie sie sich z. B. bei Liszt vorfindet und die nicht spezifisch ist für Musik der Roma, gilt als Merkmal des Konstrukts einer ungarisch-romantischen „Zigeunermusik“. „Roma-Ensembles mit westlich-komponierter Musik“ traten um 1815 in den rumänischen Städten auf. Der ungarische Rom János Bihari (1764–1827) „stand am Wiener Hof um 1814 schon in so hohem Ansehen, dass er sogar vor dem Wiener Kongreß spielte.“
Neben Walzern und Mazurken im 19. Jahrhundert nahmen ungarische Roma-Musiker im 20. Jahrhundert auch moderne Tänze wie Foxtrott und Tango in ihr Repertoire auf.
Die Musik, die Roma-Musiker für ihre Leute auf ihren eigenen Festen spielen, hat mit dieser „Zigeunermusik“ nicht viel zu tun. „Die wirklich traditionelle Musik der ungarischen Roma kommt […] fast ganz ohne Instrumente aus; sie ist eine distinktive Mischung aus A-cappella-Gesang und Perkussion.“

### Türkei
Der aus der Türkei stammende, schnelle Musikstil çiftetelli im 4/4-Rhythmus mit Betonung auf dem ersten und vierten Schlag ist von Roma-Spielweisen beeinflusst und verbreitete sich von der Türkei aus als Tsifteteli auf dem Balkan, ebenso der Ensembletyp mit einer großen Trommel tapan und meist zwei Kegeloboen zurna.

### Rumänien, Republik Moldau, Bulgarien
In Rumänien und Bulgarien pflegen Roma den Musikstil Manea, der auf Stilelementen der türkischen Musik basiert. Zudem gibt es in Rumänien und der Republik Moldau professionelle Musikgruppen und Orchester der Lăutari, welche sowohl die moldawische als auch die rumänische Volksmusik beeinflusst haben.

## Zigeuner in der Kunstmusik
Die Zigeuner und ihre Musik haben immer wieder Teile der Kunstmusik beeinflusst oder zumindest inspiriert. Meistens dürfte das Ergebnis mehr oder weniger stilisiert sein. Abgesehen davon, dass von einigen Roma-Musikern auch Kompositionen niedergeschrieben wurden, wie von dem bereits erwähnten János Bihari oder Pistá Dankó (1858–1903), ist es wegen der mündlichen Überlieferung der Roma heute oft schwer einzuschätzen, wie ihre Musik in vergangenen Jahrhunderten tatsächlich klang und wie weit diese auf entsprechende Werke der Kunstmusik einwirkte und umgekehrt. Trotzdem lassen zigeunerische Stücke in der Kunstmusik durchaus bis zu einem gewissen Grade Rückschlüsse auf die damalige Roma-Musik zu.
Der typischen Vorstellung einer sehr emotionalen feurigen Musik entspricht bereits das Cembalostück L’Égyptienne (die „Ägypterin“ = Zigeunerin) in g-moll von Jean Philippe Rameau, das den 3. Band der Pièces de Clavecin von ca. 1728 beschließt. Es handelt sich um ein Charakterstück.
Nach allgemeiner Ansicht soll vor allem Domenico Scarlatti Einflüsse spanischer Volks- und Zigeunermusik in manchen seiner Cembalo-Sonaten verwendet haben; einige Autoren sehen Parallelen zum Flamenco, der allerdings in seiner heutigen Form noch nicht im 18. Jahrhundert existierte.
Der im ungarischen Eszterházy lebende Joseph Haydn ließ sich gelegentlich von ungarischer Volks- oder Zigeunermusik beeinflussen, beispielsweise in dem sogenannten Menuet alla Zingarese in seinem Streichquartett D-Dur op. 20,4 (1772). In diesem Stück wird der typische 3/4-Takt des Menuetts ständig durch rhythmische Akzente gegen den Takt, Hemiolen und Synkopen unterlaufen.
Zu einer Romantisierung der „Zigeuner“ und einer entsprechenden Mode (nicht nur) in der Musik kam es im 19. Jahrhundert, wovon nicht zuletzt auch echte Zigeunerkapellen profitierten. Dabei kam es offenbar auch zu einer Durchmischung von Kunst- und Volksmusik – besonders aus „exotischen“ Regionen wie Ungarn, Polen, Süditalien oder Spanien – und Zigeunermusik, unter anderem dadurch, dass die teilweise in ganz Europa durch Tourneen berühmten Zigeunerkapellen auch Musik spielten, die gar nicht ursprünglich aus ihrem Volk stammte.

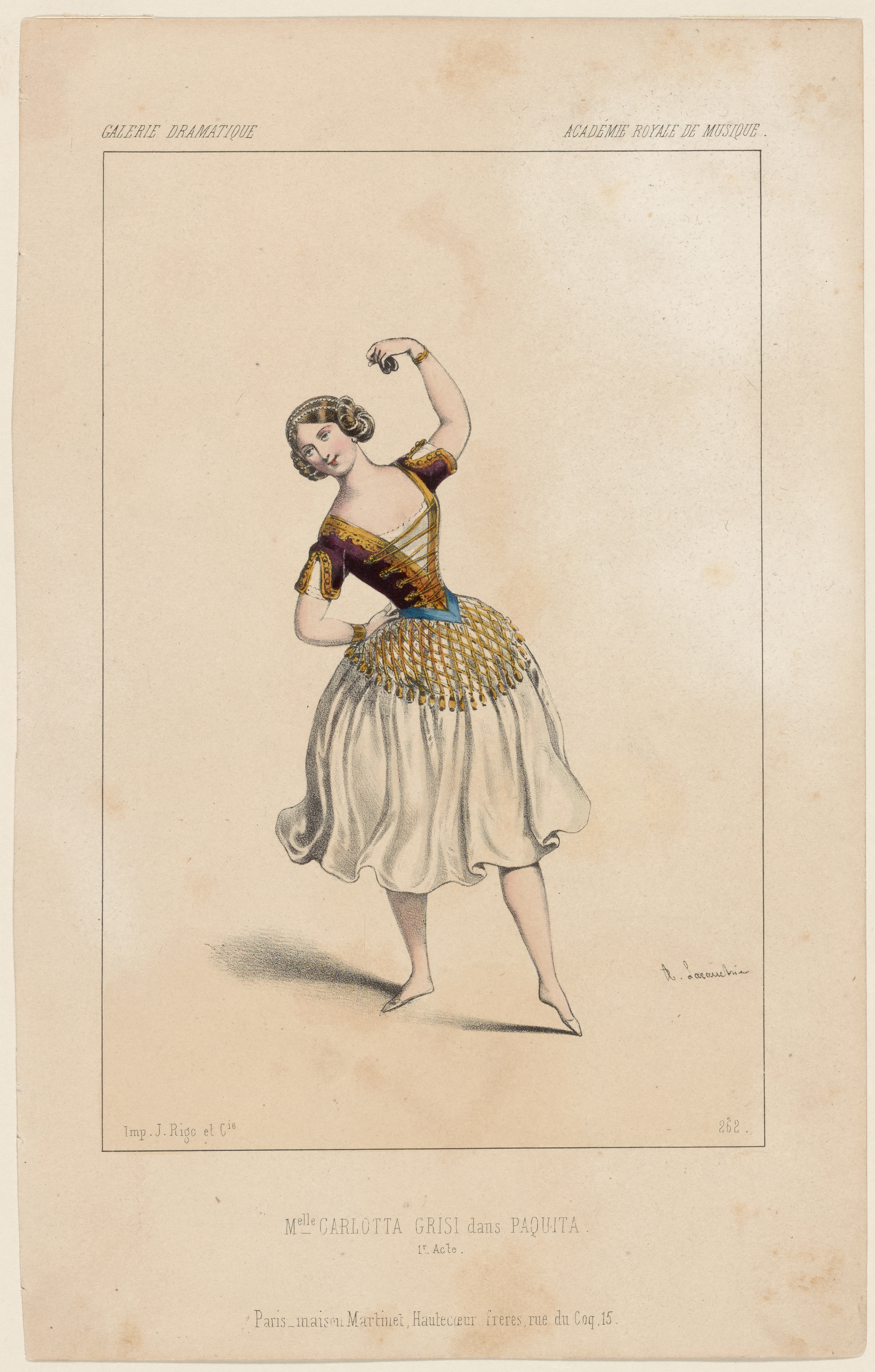
Carlotta Grisi als Paquita

Tanzende Zigeunerinnen waren die Hauptfiguren in zwei berühmten romantischen Balletten: Paquita (1846) mit Musik von Édouard Deldevez und (später) Léon Minkus, und die auf Victor Hugos Roman Der Glöckner von Notre Dame basierende La Esmeralda (UA: 1844) von Jules Perrot, Cesare Pugni und (später) Riccardo Drigo. In beiden Fällen ist es für die Entstehungszeit beachtlich, dass ein ganzes Ballett einer sympathischen Zigeunerin und ihrer tragischen, weil gesellschaftlich nicht akzeptierten Liebe zu einem Nicht-Zigeuner gewidmet wurde, auch wenn es heute etwas merkwürdig erscheinen mag (und wahrscheinlich ein Zugeständnis an das damalige Publikum), dass sie (im Falle von Paquita) am Ende der Geschichte gar keine echte Roma oder Sinti ist, sondern ein als Kind geraubtes und entführtes junges Mädchen (!). Beide Ballette sind darin realistisch, dass Roma für andere Menschen zur Unterhaltung musizierten und tanzten. Die Zigeunertänze in Paquita sind deutlich folkloristisch eingefärbt und setzen sich dadurch von dem Stil der übrigen Musik ab. Musikalisch hat das Alles ansonsten wenig oder nichts mit den Roma zu tun.

Gurli Lublin als Azucena in Verdis Il trovatore

Die Figur der Zigeunerin Esmeralda aus dem Glöckner von Notre Dame hatte schon vor Pugnis berühmtem Ballett die Komponistin Louise Bertin zu ihrer letzten Oper La Esmeralda inspiriert. Die Uraufführung fand 1836 in Paris mit der berühmten Cornélie Falcon in der Titelrolle statt. Die Oper war jedoch ein Misserfolg und verschwand schnell in der Versenkung.

Die von einem schrecklichen Kindheitstrauma (Verbrennung der Mutter auf einem Scheiterhaufen) geprägte und teilweise halluzinierende Zigeunerin Azucena ist eine der Hauptfiguren in Giuseppe Verdis Oper Il trovatore (1853), wo es auch einen von Amboss-Schlägen begleiteten sogenannten „Zigeunerchor“ (Vedi! le fosche notturne spoglie) gibt. Auch im zweiten Akt von La Traviata lässt Verdi (durchaus realistisch) bei einem Fest Zigeunerinnen auftreten, deren Chor „Noi siamo zingarelle“ an italienische Folklore erinnert und einen farbigen Fremdkörper in der übrigen Partitur darstellt. Ob und inwiefern Verdis pittoreske Zigeunereinlagen der echten Musik damaliger Roma (in Italien) abgelauscht sind, kann wohl nicht endgültig beantwortet werden.

Die bekannteste Zigeunerin der Opernbühne ist aber Bizets als gnadenlose femme fatale gezeichnete Carmen, die musikalisch durch die berühmte Habañera  „L’amour est un oiseau rebelle“ und eine Séguidilla „Près des remparts de Séville“ charakterisiert ist; zu den von spanischer Volks- und Zigeunermusik inspirierten Stücken dieser Oper gehört außerdem die sogenannte „Danse bohème“ (Zigeunertanz). Diese Stücke waren so beliebt, dass sie 1883 von dem Violinvirtuosen Pablo de Sarasate zu seiner Carmenfantasie op. 25 für Solovioline und Orchester arrangiert wurden.

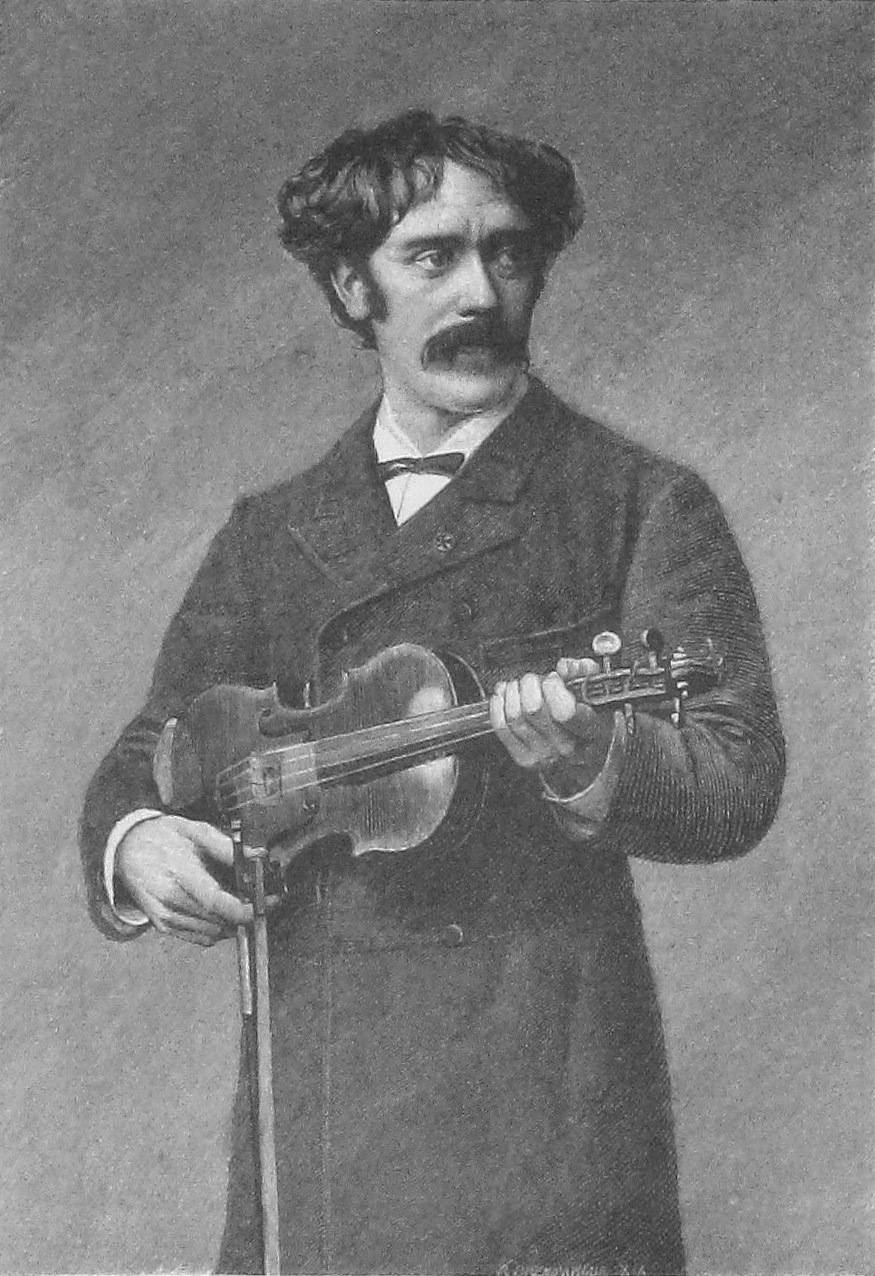
Pablo de Sarasate (aus: Die Gartenlaube, 1886)

Die Musik der romantischen Violinvirtuosen stellte sich ohnehin nicht selten als „zigeunerisch“ dar – das heißt stark gefühlsbetont, schwärmerisch, melancholisch, glühend, temperamentvoll bis wild, tänzerisch und virtuos. Allerdings sind wichtige Vorbilder für diesen romantischen Violinstil in Wahrheit schon bei Giovanni Battista Viotti und seinen Nachfolgern zu suchen, die einige ihrer Konzerte mit entsprechenden, volkstümlich angehauchten (aber wahrscheinlich nicht wirklich zigeunerischen) Finalsätzen beendeten. Beispiele sind der 3. Satz (Rondo Allegro) in Viottis Konzert Nr. 16 e-moll oder der 3. Satz (Agitato assai) in seinem Konzert Nr. 22 a-moll. Der Höhepunkt dieser Entwicklung liegt in der zweiten Hälfte des 19. Jahrhunderts und zu Beginn des 20. Jahrhunderts, unter anderem mit Stücken wie Sarasates sogenannten Zigeunerweisen oder Ravels stark stilisierter und orientalisierender Rhapsodie Tzigane für Solovioline und Orchester. Beide Werke bestehen aus einer scheinbar freien Folge von Abschnitten verschiedenen Tempos und Charakters und sind durch ungarische Volks- und Zigeunermusik und in puncto Virtuosität vor allem durch Paganini beeinflusst. Ravels Tzigane imitiert teilweise auch den typischen improvisatorischen Charakter von echter Musik der Roma. Formal frei ist auch die Bohémienne op. 40,3 für Violine und Klavier von Henri Vieuxtemps.
Die Ungarischen Tänze von Brahms gelten manchmal als zigeunerisch beeinflusst, basieren jedoch auf ungarischer Folklore.
Rachmaninow soll für sein Capriccio bohémien op. 12 wirkliche Zigeunerweisen verwendet haben.

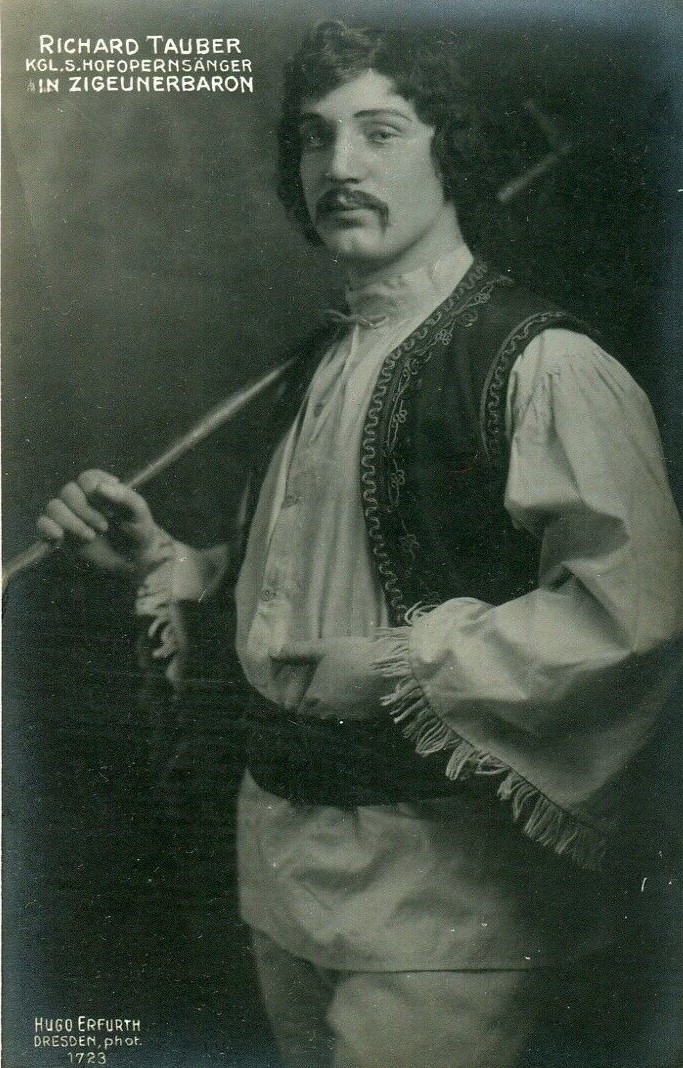
Richard Tauber im Zigeunerbaron

Von der ungarischen Zigeunermusik inspiriert ist besonders der bereits erwähnte Csárdás, der durch Franz Liszt in die Kunstmusik eingeführt wurde (Csárdás macabre und Csárdás obstiné für Klavier). Sehr berühmt ist der gesungene Csárdás „Klänge der Heimat“ aus der Operette Die Fledermaus (1874; 2. Akt) von Johann Strauß Sohn, der sowohl in der Originalversion als Arie wie auch als Instrumentalstück existiert. Zu den bekanntesten Operetten von Strauß gehört Der Zigeunerbaron (1885) mit dem Zigeunerlied „So elend und so treu“. 1910 erlebte Franz Lehárs Operette Zigeunerliebe ihre Uraufführung. Sehr beliebt war auch Emmerich Kálmáns vom Csárdás inspiriertes Lied „Komm Zigan“ aus Gräfin Mariza (1924).

## Dokumentarfilm
- Der zerbrochene Klang von Wolfgang und Yvonne Andrä, D 2012.[25][26] Dokumentarfilm zu den gemeinsamen Wurzeln von jüdischer Klezmer- und Lautari-Musik der Roma in Bessarabien.[27][28]